# Rivière Doré (rivière Wabano)
Pour les articles homonymes, voir Doré.
La rivière Doré est un affluent de la rive nord du lac Lauzières lequel est traversé par la rivière Wabano. La rivière Doré coule dans la réserve faunique Ashuapmushuan et le canton de Meilleur, dans le territoire non organisé de Lac-Ashuapmushuan, dans la municipalité régionale de comté (MRC) Le Domaine-du-Roy, Saguenay-Lac-Saint-Jean, au Québec, au Canada.
Ce cours d'eau fait partie du bassin versant de la rivière Saint-Maurice laquelle se déverse à Trois-Rivières sur la rive nord du fleuve Saint-Laurent.
L’activité économique du bassin versant de la rivière Doré est la foresterie. Le cours de la rivière coule entièrement en zones forestières. La surface de la rivière est généralement gelée du début décembre au début d'avril.

## Géographie
La rivière Doré prend sa source à l’embouchure du lac Clavet (altitude: 615 m); ce lac chevauche la limite de la réserve faunique Ashuapmushuan et du canton de Meilleur.
À partir de l’embouchure du lac de tête, la rivière Doré coule sur environ 32 km, selon les segments suivants:
- vers le nord-ouest, traversant le lac de la Trille jusqu’à l’embouchure du lac Nelly (altitude: 554 m) que le courant traverse sur vers le sud-est;
- vers le sud-ouest, jusqu’à l’embouchure du lac Cartier (altitude: 512 m) que le courant traverse sur une centaine de mètres;
- vers le nord en serpentant jusqu’à la décharge (venant du nord) du lac Bornois;
- vers l'ouest, jusqu’à la rive nord du lac Doré;
- vers le sud, en traversant le lac Doré (altitude: 476 km), sur sa pleine longueur. Note: ce lac reçoit les eaux de la décharge (venant du nord-ouest) des lacs du Nippon et Ferland;
- vers le sud-ouest, jusqu’à son embouchure au lac Lauzières[2].

La rivière Doré se déverse dans le canton de Meilleur sur la rive nord du lac Lauzières lequel est traversé vers le nord-ouest par la rivière Wabano. La confluence de la rivière Doré est située :
- à l'ouest du centre du village de Saint-Félicien;
- au nord-ouest du centre-ville de La Tuque;
- au nord-est de la confluence de la rivière Wabano.

## Toponymie
Le toponyme rivière Doré a été officialisé le 17 août 1978 à la Commission de toponymie du Québec.